# 2014年11月2日ハイラム大学対マウントセントジョセフ大学女子バスケットボールの試合
2014年11月2日ハイラム大学対マウントセントジョセフ大学女子バスケットボールの試合（2014ねん11がつふつか ハイラムだいがくたいマウントセントジョセフだいがくじょしバスケットボールのしあい）とは、プレイ・フォー・22として宣伝された、NCAAバスケットボールのディビジョンIIIの試合で、マウント・セント・ジョゼフ大学 (MSJ) とハイラム大学の間で行われた試合である。
元々は2014年11月15日にハイラム大学のキャンパスで開催される予定であったが、末期の脳腫瘍と診断され余命間もないMSJ1年生のローレン・ヒルが、亡くなる前に1回だけ大学の試合に出場したいという希望を受け入れ、11月2日に前倒しで行われた。ローレン・ヒルの入院先に近いシンシナティのザビエル大学 のキャンパスで行われた。

## 経緯

### 発症
ローレン・ヒルは1995年10月1日にインディアナ州グリーンデールで生まれ、ローレンスバーグ高校でバスケットボールの選手として活動し、女子バスケットボール部があるマウント・セント・ジョセフ大学（MSJ）への進学が決まっていた。しかし、高校での活動中に体に違和感を感じるようになった。後のテレビインタビューでは「ボールハンドリングが雑になり、他の選手についていけなくなったが、体調が悪いだけだと思っていた」と語っている。数週間症状が続いたので、シンシナティ小児病院医療センターで診察したところ、通常は5〜7歳の子供に発症する小児脳幹部グリオーマ（DIPG）という稀な脳腫瘍と診断され、余命は長くて2年と伝えられた。この腫瘍は脳幹から発生するため、手術は不可能とされている。両親は動転したが、ローレンはバスケットボールを続けられるかどうかだけを知りたがった。ローレンは、定期的な化学療法と放射線治療を受けながら高校で試合を続け、2014年9月に予定通りMSJに進学した。
ローレンは進学後にMRIを受け、その結果、腫瘍は成長しており、寿命は年末頃までと知らされた。この診断後すぐ、MSJ監督のダン・ベンジャミンに「1試合だけ、MSJの試合を1回だけプレーしたい」と相談した。

### 計画
この知らせを受けて、MSJ大学の運動部門は、シーズン初戦の相手ハイラム大学に相談した。その試合は当初、全米大学体育協会（NCAA）がシーズン開幕日と決めた11月15日にハイラム大学のプライスジムで行われる予定だったが、NCAAの特別の計らいで11月2日に前倒しする許可が与えられた。
両校はその試合をチャリティー募金イベントにすることにし、ローレンの背番号「22」にちなんで「Play for 22」として宣伝した。寄付先はローレンと家族の希望でDIPG研究のための財団である「The Cure Starts Now Foundation (TCSN)」に決められた。そして財団を通じて、当時国際的なDIPGの情報システム構築に取り組んでいた、（ローレンが治療を受けている）シンシナティ小児医療病院に提供されることとなった。さらにMSJ大学は、NCAA加盟校からの寄付でジャージを準備し、ローレンがサインをしてチャリティオークションにかけることにした。
ローレンとベンジャミン監督は、アイス・バケツ・チャレンジを参考に、チャリティ促進のための「チャレンジ」を考案した。ローレンが病気で利き手の右手が不自由になっていたことをヒントに、その場で3回以上回転してから利き手でない側でシュートを打つ、というチャレンジに挑戦することだった。このチャレンジは「#Layup4Lauren」のハッシュタグで試合前から広められた。
MSJ大学は試合のために特別な灰色のユニフォームを作成した。灰色は灰白質を象徴し、脳腫瘍の啓発色とされている。ローレンにはサプライズとして、ロッカールームで初めて明かされた。対戦相手のハイラム大学も、試合前のウォームアップで背中に「Play for 22」、胸に「MSJ」とプリントされた白のTシャツを着用した。テネシー大学女子バスケットボールの監督パット・サミット、バッファロー・ビルズのランニングバックフレッド・ジャクソン、WNBAのスタータミカ・キャッチングズ、エレーナ・デレ・ダン、スカイラー・ディギンズなど、著名人が多数参加した。

### 試合
ローレンは試合に先発し、MSJが試合直後のジャンプボールを制し、ローレンにパスされた。その手順は事前に何度も練習されており、試合前夜にはMSJとハイラムのコーチングスタッフで打ち合わせも行われた。ローレンが左手でレイアップを決めると、試合は一旦止められ、両チームはスタンディングオベーションを送り、ゲームボールが贈られた。ローレンは父親の助けを受けてベンチに戻った ローレンは薬の副作用で吐き気が強かったため、試合を長く続けることはできなかった。。
ハーフタイム中、ローレンは全米バスケットボールライター協会（USBWA）から「パット・サミット勇敢選手賞」をパット・サミット自身の手で授与された。この賞は1978年から始められた賞で、通常はNCAA女子バスケットボールトーナメントのファイナルフォーで授与されるが、USBWAはローレンが直接受け取れるよう試合で授与することに決めた。また、ハーフタイム中、ローレンの故郷インディアナ州のNBAチームインディアナ・ペイサーズとWNBAチームインディアナ・フィーバーが共同で、TCSNに5,000ドルの小切手を寄付した。
試合は当初接戦だったが、残り30秒の時点でMSJ側9点リードとなった。ここでベンジャミン監督はローレンを再びゲームに戻した。ローレンにパスがわたったものの、今度は右手でレイアップを試みて失敗した。 チームメイトがリバウンドを取り、再びローレンにパスを出し、今度は右手でのレイアップを成功させ、MSJは66–55で勝利した。 試合後、MSJはTCSNのための寄付4万ドルが集まったと発表した。
この試合の観客数は10,250人で（1万枚の前売りチケットは1日で完売した）、ディビジョンIのチームが関与しない試合としてはNCAA女子バスケットボール史上最多となった。それまでの記録は、ディビジョンIIIで4,395人 、ディビジョンIIでも7,543人だった。

### 直後の反響
ローレンの試合はソーシャルメディアで共感を呼び、バスケットボールのスター選手であるレブロン・ジェームズやキャンデース・パーカーがローレンの勇気を称えた。エレーナ・デレ・ダンは、「ローレンの試合のことを聞いた時、私は強く引き付けられた。彼女がやっていること、そして彼女がどれだけ多くの人々に影響を与えているのか想像できない。彼女の年齢で、自分を乗り越えて考えるという視点を持っているのはすごいことだ」と語った。

ESPNのライター、アリッサ・ローニングクはこのイベントを次のようにまとめた：
思考や感情がエネルギーを生み出し、微笑みやハグ、そして「こんにちは」や「お元気で」といった言葉の積み重ねのようなポジティブなエネルギーがバスケットボールアリーナ内の空気の分子を変えるほどに溢れ出す。それがこの日、シンタス・センターの中で起こったことだ。建物はポジティブな雰囲気で満ち、その感情が広がった。この日は単なるバスケットボールの試合ではなかった。単なるゲームではなかった。この日は、命の祝いであり、がんに立ち向かうために一つになった一人の少女と二つのチームを支えるために集まったコミュニティの祝祭だった。
スポーツ選手がパッケージに登場することで有名なアメリカのシリアルブランドウィーティーズも、ローレンの写真をシリアルボックスに掲載した。
寄付金はチャリティ管理専門のシンシナティ・テレソンによって集められた。募金総額は試合直後に4万ドルと発表されたが、実際にはずっと多く、11月19日にMSJで行われた式典で、ローレンはTCSNに「Play for 22」ゲームの収益約5万9千ドルの小切手を手渡した。さらに、その他の取り組み（Layup4Laurenチャレンジやユニフォームオークションなど）を通じて集まった募金総額は32万4千ドルに達していた。この時にローレンは「次の目標は100万ドルにする」と語っている。

### その後の活動
ローレンは、11月21日と22日に開催されたバルドウィン・ウォレス大学主催のトーナメントに参加した。彼女はMSJのトーナメント初戦、69-64でベサニー大学に敗れた試合で短時間プレイし、右手でレイアップを決めて2得点を挙げた。ローレンはMSJのトーナメント2戦目には出場しなかった。
トーナメント後の11月24日、母校ローレンスバーグ高校の出場試合を観戦した。その日は単に母校を応援するだけのつもりだったが、ハーフタイムのセレモニー中に同校は彼女の背番号22を永久欠番とし、市長がこの週を「ローレン・ヒル・ウィーク」とする宣言を行った。
12月1日、ローレンの家族は彼女をホスピスケアに登録した。ステロイドの投与量の減少と腫瘍のさらなる成長が重なり、症状は悪化した。3日後、末期癌で亡くなったジム・バルバーノを記念したジミーV・ウィメンズ・クラシックのハーフタイム中、バルバーノ自身が設立したV癌研究財団が、TCSNに10万ドルを寄付した。この試合では録画されたローレンの声明が流された。
ローレンは試合の時だけホスピスを抜け出し、2014年12月13日の試合では最初の2ポイントを決めた後に交代した。
FOXスポーツは12月14日、ローレンの最初の試合をこの年の米国スポーツトップストーリーに選出した。
次の12月16日の試合でも先発し、初得点を決めた。翌日、ローレンの家族はFacebookでこれが最後の試合となることを発表した。この時、ベンジャミン監督は複数のメディアに送ったメールの中で、ローレンの健康が許す限り名誉コーチとしてベンチに残すことを伝えた。ローレンは通算4試合に出場し、5回のレイアップを決めたことになる。

### 引退後
2014年12月30日には、第2目標の100万ドルが達成された。
2015年1月7日、ローレンはチームのアシスタントコーチに就任した。
2015年2月6日、ローレンはマウント・セント・ジョセフ大学から名誉博士号（Doctorate of Humane Letters）を授与された。
2015年3月4日、ローレンは ハートランド・カレッジ・アスレティック・カンファレンスの全カンファレンス1位チームに選ばれた。カンファレンスのコミッショナーであるクリス・ラッグスデールは、「この賞は、ローレンの勇気と卓越したリーダーシップを認めて贈られます」と述べた。2015年4月5日にはパット・サミット勇気賞を受賞した。
2015年4月10日、ローレンはシンシナティ小児病院医療センターで亡くなった。葬儀と追悼式は2015年4月13日にシンタスセンターで行われ、4月15日にプライベートな葬儀と埋葬が行われた。

### 死後
2015年6月、インディアナバスケットボール殿堂の中庭にローレン・ヒルの名前と「Hero」の言葉が刻まれた記念碑が設置されることとなった（翌年3月完成）。
2015年7月15日、2015年ESPY賞でローレンの大学初出場試合に「ESPYベストモーメント賞」が与えられた。ローレンの両親が受け取った。
2015年10月13日、MSJ大学とゼイビア大学は、シーズンオープニングバスケットボールイベントとして「ローレン・ヒル・ティップオフ・クラシック」を毎年開催すると発表した。初回は11月14日に行われ、22時間にわたる「2.2M for 22 in 22」テレソン（長時間特別番組）が先行して放送された。このテレソンはシンシナティの主要3局で放送され、次回募金目標を彼女の背番号にちなんで220万ドルにすると発表された。テレソン終了直後に、シンタス・センターで女子バスケットボールのダブルヘッダーが行われた。ダブルヘッダーの観客には、ローレンが最初のレイアップを決めた瞬間を再現したボブルヘッドが配布され、5,000個が準備されたが、実際の観客数は3,122人に留まった。ローレンが寄付先に選んだThe Cure Starts Nowは、2015年の調達金額680万ドルの内、ローレンを称えて220万ドル以上が集まった、としている。
2016年6月11日、ローレンにウィメンズ・バスケットボール・ホール・オブ・フェイムから初の「For the Love of the Game」賞が授与された。この賞は、卓越した勇気とインスピレーションを示した人物に贈られるものとされた。MSJ大学の監督ダン・ベンジャミンが、テネシー州ノックスビルで開催されたWBHOF（ウィメンズ・バスケットボール・ホール・オブ・フェイム）の殿堂入り式典でその賞を受け取った。